# Èze
Èze er en lille fransk kommune i departementet Alpes-Maritimes. Kommunen består i realiteten af 2 byer: Eze – Village som ligger på toppen af en klippe og Eze – Bord de Mer som ligger ud til Middelhavet. Kommunen er meget populært turistmål på grund af dens pittoreske beliggenhed.